# معارض سربنتين
معارض سربنتين (بالإنجليزية: Serpentine Galleries)‏ هما معارض فنية معاصرة في حدائق كنسينغتون، هايد بارك بوسط لندن. يضم معرض سربنتين ومعرض سربنتين ساكلر، حيث بينهما مسافة سير خمسة دقائق على الأقدام، ويفصل بينهم جسر أعلى بحيرة سربتين، حيث اكتسبا اسمهما منها. وتجذب معارضهما الهندسية والتعليمية وذات البرامج العامة أكثر من 1.2 مليون زائر سنويًا. والدخول إلى صالات كلا المعرضين مجانًا.

## معرض سربنتين

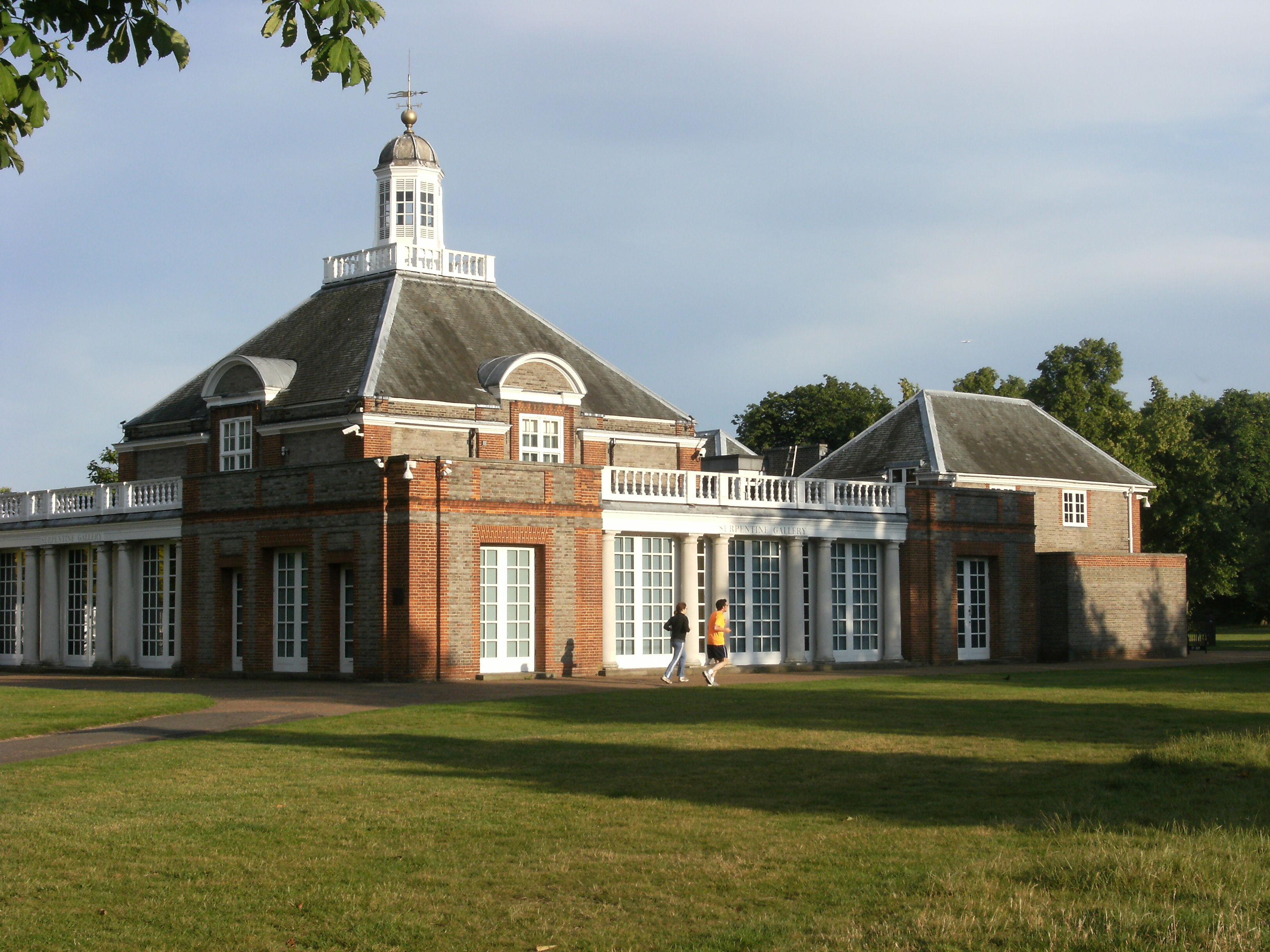
معرض سربنتين.

تأسس معرض سربنتين عام 1970، وهو بناء مدرج كان ضمن الجناح الذي صممه المعماري جراي ويست ما بين عامي 1933 و1934. ويشتمل المعرض على أشهر أعمال مان راي وجان ميشال باسكيات وهنري مور وآندي وارهول ومارينا أبراموفيتش وبريجيت رايلي وجيرارد ريختر وداميان هيرست وجيف كونز. ويوجد في أرضية مدخل المعرض العمل الدائم للرسام الإسكتلندي إيان هاملتون فينلي بالتعاون مع بيتر كوتس، حيث تم تخصيصه للأميرة دياناْ، راعية المعرض السابقة.

## معرض سربنتين ساكلر

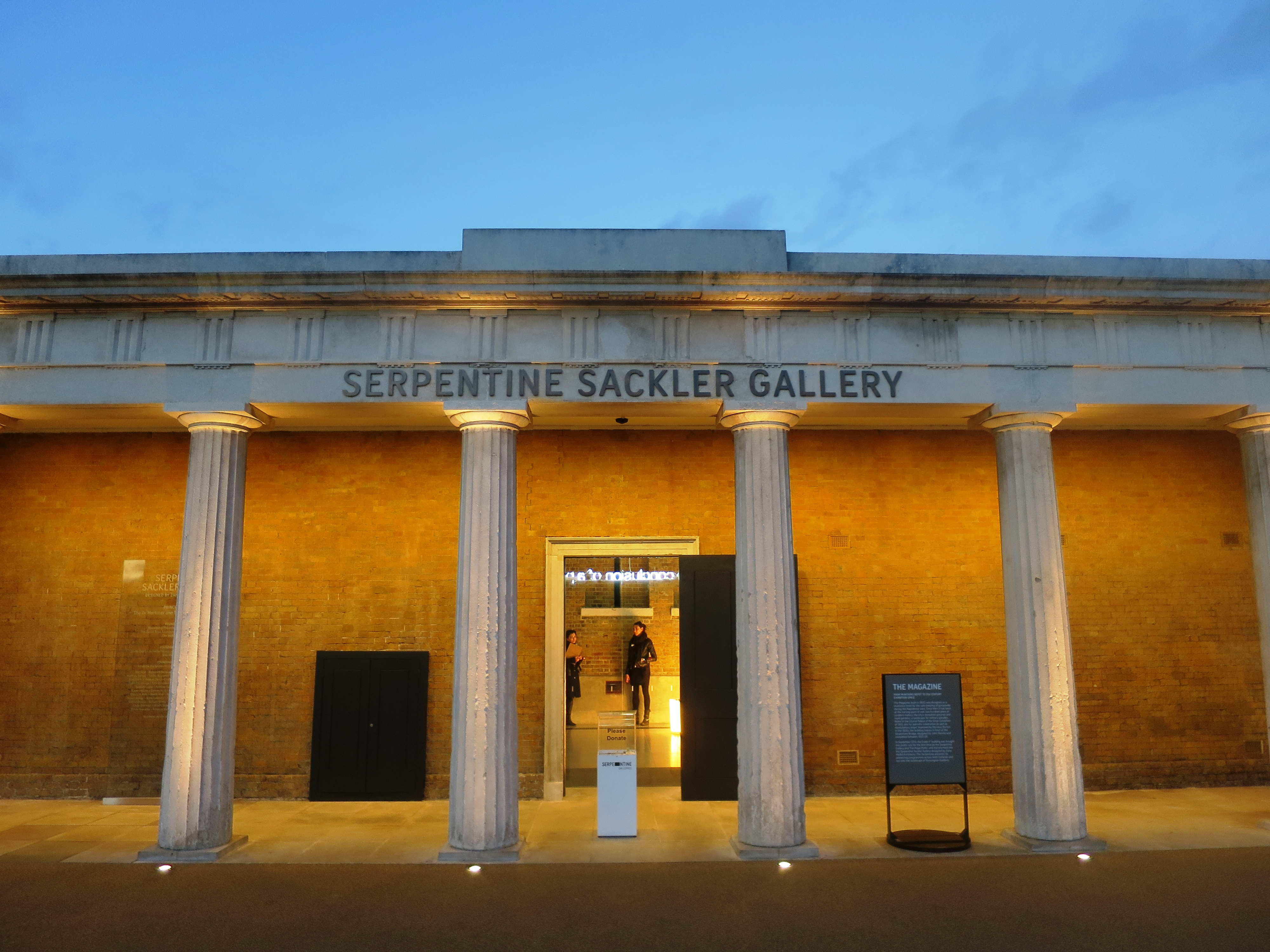
معرض سربنتين ساكلر.

معرض سربنتين ساكلر هو ملحق تم تصميمه من قبل المعمارية حديد عام 2013 وتم السماح للجمهور بدخوله. وهو عبارة عن بناء مدرج مُدرج محل مخزن البارود السابق، الذي تم بناءه عام 1805. يقع على بعد خمسة دقائق سيرًا على الأقدام من معرض سربنتين عبر عبور الجسر أعلى بحيرة سربنتين. وهو يتألف من 900 متر مربع من مساحة المعرض ومطعم ومتجر وفضاء اجتماعي.